# Bolivia en la clasificación de Conmebol para la Copa Mundial de Fútbol de 2026
La selección de fútbol de Bolivia es uno de los diez equipos nacionales que participan en la clasificación de Conmebol para la Copa Mundial de Fútbol, en la que se definen los representantes de Conmebol para la Copa Mundial de Fútbol de 2026 que se desarrollará en Canadá, Estados Unidos y México.
La etapa preliminar —también denominada eliminatorias— se juega en América del Sur desde septiembre de 2023 hasta septiembre de 2025 en encuentros de ida y vuelta.

## Sistema de juego
El sistema de juego de las eliminatorias consiste por octava ocasión consecutiva, en enfrentamientos de ida y vuelta todos contra todos, con un total 18 jornadas.
Tras haber sorteado el orden de los partidos en la edición anterior en la ciudad de Luque, Paraguay, el 17 de diciembre de 2019, la Conmebol decidió repetir el calendario de partidos para estas clasificatorias.
Para el mundial 2026 se aumentó la cantidad de equipos participantes de 32 a 48, esto también aumentó los cupos para Conmebol, así los primeros seis puestos accederán de manera directa a la Copa Mundial de Fútbol de 2026. La selección que logre el séptimo puesto disputará un torneo de repesca ante equipos nacionales de otras confederaciones.

## Sede
| Ciudad              | Estadio        |
| ------------------- | -------------- |
| La Paz              | Hernando Siles |
|                     |                |
| 41 143 espectadores |                |
| El Alto             | Municipal      |
|                     |                |
| 25 000 espectadores |                |

## Uniformes
| Titular 2023-2024 | Alternativa 2023-2024 | Titular 2025 |

## Tabla de posiciones
| Pos. | Selección | Pts. | PJ | G  | E | P  | GF | GC | Dif. |
| ---- | --------- | ---- | -- | -- | - | -- | -- | -- | ---- |
| 1.   | Argentina | 35   | 16 | 11 | 2 | 3  | 28 | 9  | +19  |
| 2.   | Ecuador   | 25   | 16 | 7  | 7 | 2  | 13 | 5  | +8   |
| 3.   | Brasil    | 25   | 16 | 7  | 4 | 5  | 21 | 16 | +5   |
| 4.   | Uruguay   | 24   | 16 | 6  | 6 | 4  | 19 | 12 | +7   |
| 5.   | Paraguay  | 24   | 16 | 6  | 6 | 4  | 13 | 10 | +3   |
| 6.   | Colombia  | 22   | 16 | 5  | 7 | 4  | 19 | 15 | +4   |
| 7.   | Venezuela | 18   | 16 | 4  | 6 | 6  | 15 | 19 | –4   |
| 8.   | Bolivia   | 17   | 16 | 5  | 2 | 9  | 16 | 32 | –16  |
| 9.   | Perú      | 12   | 16 | 2  | 6 | 8  | 6  | 17 | –11  |
| 10.  | Chile     | 10   | 16 | 2  | 4 | 10 | 9  | 24 | –15  |

| L\V                  | Bandera de Argentina | Bandera de Bolivia | Bandera de Brasil | Bandera de Chile | Bandera de Colombia | Bandera de Ecuador | Bandera de Paraguay | Bandera de Perú | Bandera de Uruguay | Bandera de Venezuela |
| Bandera de Argentina |                      | 6:0                | 4:1               | 3:0              | 1:1                 | 1:0                | 1:0                 | 1:0             | 0:2                | :                    |
| Bandera de Bolivia   | 0:3                  |                    | :                 | 2:0              | 1:0                 | 1:2                | 2:2                 | 2:0             | 0:0                | 4:0                  |
| Bandera de Brasil    | 0:1                  | 5:1                |                   | :                | 2:1                 | 1:0                | 1:0                 | 4:0             | 1:1                | 1:1                  |
| Bandera de Chile     | 0:1                  | 1:2                | 1:2               |                  | 0:0                 | 0:0                | 0:0                 | 2:0             | :                  | 4:2                  |
| Bandera de Colombia  | 2:1                  | :                  | 2:1               | 4:0              |                     | 0:1                | 2:2                 | 0:0             | 2:2                | 1:0                  |
| Bandera de Ecuador   | :                    | 4:0                | 0:0               | 1:0              | 0:0                 |                    | 0:0                 | 1:0             | 2:1                | 2:1                  |
| Bandera de Paraguay  | 2:1                  | 1:0                | 1:0               | 1:0              | 0:1                 | :                  |                     | 0:0             | 2:0                | 2:1                  |
| Bandera de Perú      | 0:2                  | 3:1                | 0:1               | 0:0              | 1:1                 | 0:0                | :                   |                 | 1:0                | 1:1                  |
| Bandera de Uruguay   | 0:1                  | 3:0                | 2:0               | 3:1              | 3:2                 | 0:0                | 0:0                 | :               |                    | 2:0                  |
| Bandera de Venezuela | 1:1                  | 2:0                | 1:1               | 3:0              | :                   | 0:0                | 1:0                 | 1:0             | 0:0                |                      |

|  | Clasifican a la Copa Mundial de Fútbol de 2026.  |
|  | Clasifica al Torneo de Repesca Intercontinental. |

### Evolución de posiciones
| País / Fecha | 1   | 2    | 3    | 4    | 5   | 6   | 7   | 8   | 9   | 10  | 11  | 12  | 13  | 14  | 15  | 16  | 17  | 18  |
| ------------ | --- | ---- | ---- | ---- | --- | --- | --- | --- | --- | --- | --- | --- | --- | --- | --- | --- | --- | --- |
| Bolivia      | 9.° | 10.° | 10.° | 10.° | 9.° | 9.° | 8.° | 8.° | 6.° | 7.° | 8.° | 7.° | 7.° | 8.° | 8.° | 8.° | ?.° | ?.° |
| Resultado    | P   | P    | P    | P    | G   | P   | G   | G   | G   | P   | P   | E   | P   | E   | P   | G   | –   | –   |

### Puntos obtenidos contra cada selección durante las eliminatorias
| vs.       | Bandera de Argentina | Bandera de Brasil | Bandera de Chile | Bandera de Colombia | Bandera de Ecuador | Bandera de Paraguay | Bandera de Perú | Bandera de Uruguay | Bandera de Venezuela | Total |
| --------- | -------------------- | ----------------- | ---------------- | ------------------- | ------------------ | ------------------- | --------------- | ------------------ | -------------------- | ----- |
| Local     | 0                    | –                 | 3                | 3                   | 0                  | 1                   | 3               | 1                  | 3                    | 14    |
| Visitante | 0                    | 0                 | 3                | –                   | 0                  | 0                   | 0               | 0                  | 0                    | 3     |
| Total     | 0                    | 0                 | 6                | 3                   | 0                  | 1                   | 3               | 1                  | 3                    | 17    |

## Partidos

### Primera vuelta
| 8 de septiembre de 2023 | Brasil                                                     | 5:1 (1:0) | Bolivia    | Estadio Mangueirão, Belém                                                    |                                                                              |
| 21:45 (UTC-3)           | - Rodrygo Goes 24', 53' - Raphinha 47' - Neymar 61', 90+3' | Reporte   | Ábrego 78' | Asistencia: 48 183 espectadores Árbitro(s): Juan Benítez VAR: Carlos Benítez | Asistencia: 48 183 espectadores Árbitro(s): Juan Benítez VAR: Carlos Benítez |

| 12 de septiembre de 2023 | Bolivia | 0:3 (0:2) | Argentina                                       | Estadio Hernando Siles, La Paz                                                 |                                                                                |
| 16:00 (UTC-4)            |         | Reporte   | - Fernández 31' - Tagliafico 42' - González 83' | Asistencia: 38 000 espectadores Árbitro(s): Esteban Ostojich VAR: Andrés Cunha | Asistencia: 38 000 espectadores Árbitro(s): Esteban Ostojich VAR: Andrés Cunha |

| 12 de octubre de 2023 | Bolivia     | 1:2 (0:1) | Ecuador                      | Estadio Hernando Siles, La Paz                                                    |                                                                                   |
| 19:00 (UTC-4)         | Ramallo 83' | Reporte   | - Páez 45' - Rodríguez 90+6' | Asistencia: 34 200 espectadores Árbitro(s): Cristián Garay VAR: Angelo Hermosilla | Asistencia: 34 200 espectadores Árbitro(s): Cristián Garay VAR: Angelo Hermosilla |

| 17 de octubre de 2023 | Paraguay     | 1:0 (0:0) | Bolivia | Estadio Defensores del Chaco, Asunción                                          |                                                                                 |
| 19:30 (UTC-3)         | Sanabria 69' | Reporte   |         | Asistencia: 30 681 espectadores Árbitro(s): Gustavo Tejera VAR: Leodán González | Asistencia: 30 681 espectadores Árbitro(s): Gustavo Tejera VAR: Leodán González |

| 16 de noviembre de 2023 | Bolivia                     | 2:0 (1:0) | Perú | Estadio Hernando Siles, La Paz                                                  |                                                                                 |
| 16:00 (UTC-4)           | - H. Vaca 20' - R. Vaca 87' | Reporte   |      | Asistencia: 28 000 espectadores Árbitro(s): Guillermo Guerrero VAR: Carlos Orbe | Asistencia: 28 000 espectadores Árbitro(s): Guillermo Guerrero VAR: Carlos Orbe |

| 21 de noviembre de 2023 | Uruguay                                | 3:0 (2:0) | Bolivia | Estadio Centenario, Montevideo                                           |                                                                          |
| 20:30 (UTC-3)           | - Núñez 15', 71' - Villamíl 39' (a.g.) | Reporte   |         | Asistencia: 46 100 espectadores Árbitro(s): Kevin Ortega VAR: Diego Haro | Asistencia: 46 100 espectadores Árbitro(s): Kevin Ortega VAR: Diego Haro |

| 5 de septiembre de 2024 | Bolivia                                                              | 4:0 (2:0) | Venezuela | Estadio Municipal, El Alto                                                 |                                                                            |
| 16:00 (UTC-4)           | - R. Vaca 13' - Algarañaz 45+5' (pen.) - Terceros 46' - Monteiro 89' | Reporte   |           | Asistencia: 20 500 espectadores Árbitro(s): Wilmar Roldán VAR: Jhon Ospina | Asistencia: 20 500 espectadores Árbitro(s): Wilmar Roldán VAR: Jhon Ospina |

| 10 de septiembre de 2024 | Chile      | 1:2 (1:2) | Bolivia                          | Estadio Nacional, Santiago                 |                                            |
| 18:00 (UTC-3) | Vargas 39' | Reporte   | - Algarañaz 13' - Terceros 45+1' | Árbitro(s): Juan Benítez VAR: Derlis López | Árbitro(s): Juan Benítez VAR: Derlis López |
| Primera victoria como visitante de la selección de Bolivia en eliminatorias sudamericanas después de 31 años y 54 días (67 partidos). Primera victoria de Bolivia como visitante en Chile por eliminatorias sudamericanas. |            |           |                                  |                                            |                                            |

| 10 de octubre de 2024 | Bolivia      | 1:0 (0:0) | Colombia | Estadio Municipal, El Alto                   |                                              |
| 16:00 (UTC-4)         | Terceros 58' | Reporte   |          | Árbitro(s): Wilton Sampaio VAR: Daniel Nobre | Árbitro(s): Wilton Sampaio VAR: Daniel Nobre |

### Segunda vuelta
| 15 de octubre de 2024 | Argentina                                                             | 6:0 (3:0) | Bolivia | Estadio Monumental, Buenos Aires         |                                          |
| 21:00 (UTC-3)         | - Messi 19', 84', 86' - La. Martínez 43' - Álvarez 45+3' - Almada 69' | Reporte   |         | Árbitro(s): Kevin Ortega VAR: Diego Haro | Árbitro(s): Kevin Ortega VAR: Diego Haro |

| 14 de noviembre de 2024 | Ecuador                                            | 4:0 (2:0) | Bolivia | Estadio Monumental, Guayaquil                                                  |                                                                                |
| 19:00 (UTC-5)           | - Valencia 26' (pen.) - Plata 28', 49' - Minda 61' | Reporte   |         | Asistencia: 30 758 espectadores Árbitro(s): Nicolás Ramírez VAR: Silvio Trucco | Asistencia: 30 758 espectadores Árbitro(s): Nicolás Ramírez VAR: Silvio Trucco |

| 19 de noviembre de 2024 | Bolivia                             | 2:2 (1:0) | Paraguay                     | Estadio Municipal, El Alto                      |                                                 |
| 16:00 (UTC-4)           | - E. Vaca 15' - Terceros 80' (pen.) | Reporte   | - Almirón 71' - Enciso 90+1' | Árbitro(s): Andrés Matonte VAR: Leodán González | Árbitro(s): Andrés Matonte VAR: Leodán González |

| 20 de marzo de 2025 | Perú                                   | 3:1 (2:0) | Bolivia             | Estadio Nacional, Lima                            |                                                   |
| 20:30 (UTC-5)       | - Polo 37' - Guerrero 45' - Flores 82' | Reporte   | Terceros 58' (pen.) | Árbitro(s): Yael Falcón Pérez VAR: Germán Delfino | Árbitro(s): Yael Falcón Pérez VAR: Germán Delfino |

| 25 de marzo de 2025 | Bolivia | 0:0     | Uruguay | Estadio Municipal, El Alto                  |                                             |
| 16:00 (UTC-4)       |         | Reporte |         | Árbitro(s): Augusto Aragón VAR: Carlos Orbe | Árbitro(s): Augusto Aragón VAR: Carlos Orbe |

| 6 de junio de 2025 | Venezuela                        | 2:0 (2:0) | Bolivia | Estadio Monumental, Maturín                     |                                                 |
| 18:00 (UTC-4)      | - Cuéllar 5' (a.g.) - Rondón 30' | Reporte   |         | Árbitro(s): Yael Falcón Pérez VAR: Jorge Baliño | Árbitro(s): Yael Falcón Pérez VAR: Jorge Baliño |

| 10 de junio de 2025 | Bolivia                      | 2:0 (1:0) | Chile | Estadio Municipal, El Alto                           |                                                      |
| 16:00 (UTC-4)       | - Terceros 5' - Monteiro 90' | Reporte   |       | Árbitro(s): Esteban Ostojich VAR: Cristhian Ferreyra | Árbitro(s): Esteban Ostojich VAR: Cristhian Ferreyra |

| septiembre de 2025 | Colombia | vs. | Bolivia |  |  |

| septiembre de 2025 | Bolivia | vs. | Brasil |  |  |

## Jugadores
Listado de jugadores que han participado del proceso eliminatorio para la Copa Mundial 2026.
| Nombre             | Posición       | Edad    | Club                         |
| ------------------ | -------------- | ------- | ---------------------------- |
| Carlos Lampe       | Portero        | 38 años | Club Bolívar                 |
| Guillermo Viscarra | Portero        | 32 años | C. Alianza Lima              |
| Braulio Uraezaña   | Portero        | 29 años | Club Blooming                |
| Mauricio Adorno    | Portero        | 22 años | Atlético Palmaflor           |
| Rubén Cordano      | Portero        | 25 años | Club Bolívar                 |
| Bruno Poveda       | Portero        | 20 años | C. D. Jorge Wilstermann      |
| Alejandro Torres   | Portero        | 26 años | C. D. Oriente Petrolero      |
| Rodrigo Banegas    | Portero        | 29 años | Club The Strongest           |
| José Sagredo       | Defensa        | 31 años | Club Bolívar                 |
| Adrián Jusino      | Defensa        | 31 años | Club The Strongest           |
| Roberto Fernández  | Defensa        | 25 años | F. C. Akron Tolyatti         |
| Jairo Quinteros    | Defensa        | 22 años | Club Bolívar                 |
| Diego Medina       | Defensa        | 23 años | Club Always Ready            |
| Carlos Roca        | Defensa        | 26 años | Club The Strongest           |
| Luis Haquín        | Defensa        | 27 años | Mushuc Runa S. C.            |
| Yomar Rocha        | Defensa        | 21 años | Club Bolívar                 |
| Luis Barboza       | Defensa        | 31 años | Club Aurora                  |
| Marcelo Suárez     | Defensa        | 23 años | Club Always Ready            |
| Diego Bejarano     | Defensa        | 32 años | Club Bolívar                 |
| Héctor Cuellar     | Defensa        | 24 años | Club Always Ready            |
| Efraín Morales     | Defensa        | 21 años | Atlanta United F. C.         |
| Jesús Sagredo      | Defensa        | 29 años | Club Bolívar                 |
| Denilson Durán     | Defensa        | 21 años | Club Blooming                |
| Saúl Severiche     | Defensa        | 21 años | Club Blooming                |
| César Romero       | Defensa        | 22 años | Club Blooming                |
| Eduardo Álvarez    | Defensa        | 20 años | Royal Pari                   |
| Jhon Velasco       | Defensa        | 19 años | C. D. Guabirá                |
| Pablo Vaca         | Defensa        | 22 años | Club Always Ready            |
| Luis Paz           | Defensa        | 20 años | Club Bolívar                 |
| Marcelo Torrez     | Defensa        | 18 años | Santos F. C.                 |
| Widen Saucedo      | Defensa        | 27 años | C. D. Jorge Wilstermann      |
| Sebastián Álvarez  | Defensa        | 23 años | C. D. Oriente Petrolero      |
| Gustavo Mendoza    | Defensa        | 20 años | C. D. San Antonio Bulo Bulo  |
| Diego Arroyo       | Defensa        | 21 años | F. K. Shakhtar Donetsk       |
| Leonardo Zabala    | Defensa        | 23 años | Cancún F. C.                 |
| Boris Céspedes     | Centrocampista | 29 años | Yverdon-Sport F. C.          |
| Jaime Arrascaita   | Centrocampista | 30 años | Club The Strongest           |
| Gabriel Villamíl   | Centrocampista | 23 años | Liga Deportiva Universitaria |
| Andrés Moreno      | Centrocampista | 21 años | C. D. Royal Pari             |
| Kelvin Salvatierra | Centrocampista | 22 años | C. D. Royal Pari             |
| Miguel Terceros    | Centrocampista | 21 años | América F. C.                |
| Fernando Saucedo   | Centrocampista | 33 años | Club Bolívar                 |
| Moisés Villarroel  | Centrocampista | 26 años | Club Blooming                |
| Luciano Ursino     | Centrocampista | 34 años | Club The Strongest           |
| Carlos Sejas       | Centrocampista | 20 años | C. D. Aurora                 |
| Danny Bejarano     | Centrocampista | 29 años | Nea Salamina Famagusta F. C. |
| Ramiro Vaca        | Centrocampista | 25 años | Club Bolívar                 |
| Ervin Vaca         | Centrocampista | 21 años | Club Bolívar                 |
| Leonel Justiniano  | Centrocampista | 31 años | Club Bolívar                 |
| Rodrigo Ramallo    | Centrocampista | 33 años | C. D. Aurora                 |
| Gabriel Montaño    | Centrocampista | 19 años | C. D. Aurora                 |
| Adalid Terrazas    | Centrocampista | 24 años | U. S. M. Alger               |
| Robson Matheus     | Centrocampista | 23 años | Club Bolívar                 |
| Marco Salazar      | Centrocampista | 18 años | Club Always Ready            |
| Carlos Abastoflor  | Centrocampista | 21 años | C. D. Guabirá                |
| Víctor Cuéllar     | Centrocampista | 24 años | Club The Strongest           |
| Daniel Camacho     | Centrocampista | 26 años | F. C. Universitario          |
| Óscar López        | Centrocampista | 18 años | R. C. D. Mallorca            |
| Marcelo Martins    | Delantero      | 36 años | Independiente del Valle      |
| Carmelo Algarañaz  | Delantero      | 29 años | Kalamata F. C.               |
| Víctor Ábrego      | Delantero      | 28 años | C. A. Nacional Potosí        |
| José Alípaz        | Delantero      | 20 años | F. C. Universitario          |
| Jaume Cuéllar      | Delantero      | 22 años | F. C. Barcelona Atlètic      |
| Javier Uzeda       | Delantero      | 21 años | Club Bolívar                 |
| Henry Vaca         | Delantero      | 26 años | Club Bolívar                 |
| César Menacho      | Delantero      | 25 años | Club Blooming                |
| Bruno Miranda      | Delantero      | 26 años | Club The Strongest           |
| Lucas Chávez       | Delantero      | 22 años | Al-Taawoun F. C.             |
| Jeyson Chura       | Delantero      | 22 años | Club The Strongest           |
| Fabricio Quaglio   | Delantero      | 20 años | Club The Strongest           |
| Gabriel Sotomayor  | Delantero      | 25 años | Club The Strongest           |
| José Briceño       | Delantero      | 21 años | C. D. Vaca Díez              |
| Jair Reinoso       | Delantero      | 38 años | C. D. Aurora                 |
| Enzo Monteiro      | Delantero      | 21 años | Santos F. C.                 |
| Moisés Paniagua    | Delantero      | 17 años | Club Always Ready            |
| José Martínez      | Delantero      | 22 años | Club Always Ready            |
| Jhon Velásquez     | Delantero      | 22 años | Club Bolívar                 |
| Roler Ferrufino    | Delantero      | 24 años | Club Always Ready            |

## Estadísticas

### Generales
| 17 | 16 | 5 | 2 | 9 | 16 | 32 | -16 |

| 14 | 8 | 4 | 2 | 2 | 12 | 7 | +5 |

| 3 | 8 | 1 | 0 | 7 | 4 | 25 | -21 |

### Goleadores
| Jugador           | Club                | Goles anotados |
| ----------------- | ------------------- | -------------- |
| Miguel Terceros   | América F. C.       | 6              |
| Ramiro Vaca       | Club Bolívar        | 2              |
| Carmelo Algarañaz | Kalamata F. C.      | 2              |
| Enzo Monteiro     | Santos F. C.        | 2              |
| Víctor Ábrego     | F. C. Universitario | 1              |
| Rodrigo Ramallo   | C. D. Aurora        | 1              |
| Henry Vaca        | Maccabi Bnei Reineh | 1              |
| Ervin Vaca        | Club Bolívar        | 1              |